# Zelena mamba
Zelena mamba (znanstveno ime Dendroaspis Angusticeps) je najmanjša  kača iz rodu mamb. Povprečna dolžina odraslih zelenih mamb je 1,8m. Samci so običajno daljši od samic. Odrasle zelene mambe so smaragdno zelene barve, trebuh pa je lahko rumenkaste ali svetlo zelene barve.
To vrsto kač najdemo v zahodnem delu Južnoafriške republike, v Mozambiku, v Zimbabveju in v Tanzaniji. Živijo v nasadih manga in papaje in v priobalnih zimzelenih gozdovih. Je drevesna kača, vendar jo lahko v času iskanja hrane najdemo tudi na tleh.